# Lijst van coaches van het Tuvaluaans voetbalelftal (mannen)
Dit is een lijst van bondscoaches van het Tuvaluaans voetbalelftal mannen.

## Bondscoaches

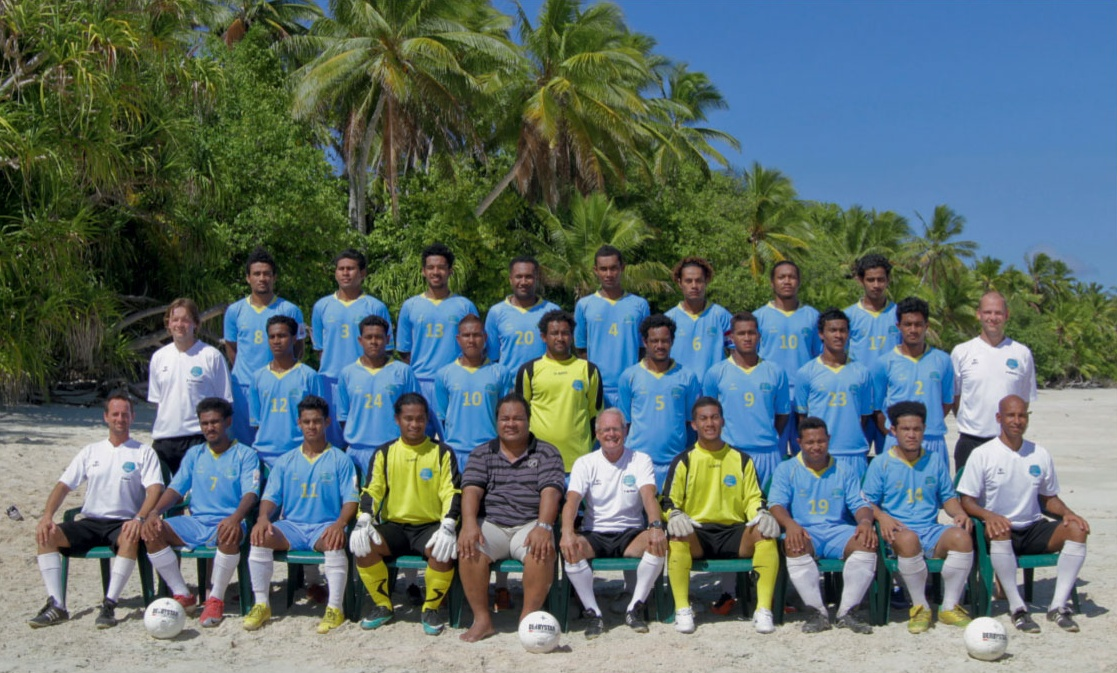
Elftalfoto van Tuvalu met Foppe de Haan (Pacific Games 2011)
Klik op de afbeelding voor groter bijschrift

| Naam           | Land van herkomst | Begin periode    | Einde periode     | Prijzen | Opmerkingen/Wijze van vertrek |
| -------------- | ----------------- | ---------------- | ----------------- | ------- | ----------------------------- |
| Kokea Malu     | Tuvalu            | 1979             | 1979              |         |                               |
| Tim Jerks      | Australië         | 1 juli 2003      | 30 april 2004     |         | [ 2 ]                         |
| Toakai Puapua  | Tuvalu            | 1 juli 2005      | 30 juni 2011      |         | [ 3 ]                         |
| Foppe de Haan  | Nederland         | 1 augustus 2011  | 15 september 2011 |         | [ 4 ] [ 5 ]                   |
| Leen Looijen   | Nederland         | 10 augustus 2013 | 10 oktober 2013   |         | [ 6 ]                         |
| Taukiei İtuaso | Tuvalu            | 1 juli 2016      | 1 januari 2018    |         |                               |
| Mati Fusi      | Tuvalu            | 1 juli 2018      | 31 december 2022  |         |                               |
| Osamesa Mesako | Tuvalu            | 1 januari 2023   |                   |         |                               |

Nationaal elftal ·
Nationaal zaalvoetbalteam ·
A-Division ·
B-Division ·
Independence Cup ·
NBT Cup ·
Christmas Cup ·
Tuvalu Games